# Лео Поль
Лео Поль (при рождении — Лейб Йось-Янкелевич Полнарев; фр. Léo Poll;
11 августа 1900, Одесса Российская империя — 29 ноября 1988, Кретей Франция) — французский композитор и музыкант, джазовый пианист.

## Биография
Родился 11 августа 1900 года в Одессе в семье златопольского мещанина Йось-Янкеля Мойшевича Полнарева (1872—?) и Марьем-Гитли Шмуль-Дувидовны Полнаревой (в девичестве Заславер, 1875—?), дочери житомирского мещанина. Родители заключили брак в Одессе 21 февраля 1896 года. У него были братья-близнецы Аврум-Арон и Исер (22 декабря 1898), сёстры Этель-Малка (1902) и Хана (1904).
В 1923 году эмигрировал во Францию и поселился в Париже. В 1930-е годы создал и руководил джазовым оркестром «Léo Poll et son orchester», с которым играл и записывал музыкальные композиции, в том числе, собственного сочинения. Время Второй мировой войны и режима Виши жил в департаменте Ло и Гаронна. По словам сына, активно участвовал в движении французского Сопротивления.
Будучи пианистом, аккомпанировал Эдит Пиаф, Шарлю Трене, Жану Саблона, Жаку Тати. В качестве композитора, писал музыку для Ива Монтана, Эдит Пиаф, Жоржа Гетари, Даниэль Дарьё и др.
Автор популярных шансонов «Le Galérien», «La Java en mineur», «Un jeune homme chantait», «Partance», «A force d’aimer», «Au ciel de Juillet» и других песен. Написал музыку к кинофильму «La bande à Bouboule» (1931, песни «J’aime tant vos yeux», «Te voir !»).

## Семья
Жена бретонка Симона Лан, была профессиональной танцовщицей. Его сын Мишель Польнарефф, певец и композитор и болгарский учёный Борис Полнарев.
Похоронен в Париже на кладбище Пер-Лашез.